# Fundacionalismo
O fundacionalismo diz respeito a qualquer teoria epistemológica que se baseie no conceito de crenças básicas, ou fundamentos para a construção do conhecimento. Nas palavras de S. Blackburn, trata-se de "o ponto de vista epistemológico segundo o qual o conhecimento deve ser concebido como uma estrutura que se ergue a partir de fundamentos certos e seguros".